# Thomas Rowlandson
Thomas Rowlandson, né à Londres le 14 juillet 1756 et mort dans la même ville le 21 avril 1827, est un illustrateur et caricaturiste anglais.

## Biographie
Thomas Rowlandson est né dans la Cité de Londres dans le quartier dit de Old Jewry (en). Son père était commerçant ou marchand dans la City. À la fin de ses études secondaires, il entre à l'Académie royale. Il a 16 ans lorsqu'il s'installe à Paris de 1772 à 1775 chez un oncle. Il entre à l'Académie Royale, protégé par Pigalle.
Plus tard il fait fréquemment des voyages en Europe, enrichissant son carnet de croquis d'études de personnages et de scènes de la vie quotidienne prises sur le vif. En 1775, il expose un dessin représentant Dalila rendant visite à Samson en prison. En 1777, il s'établit comme peintre de portraits et continue à exposer des portraits et des paysages. Il se fait une réputation de jeune artiste prometteur, et il est probable que s'il avait poursuivi cette carrière avec le zèle de ses débuts, il aurait laissé un nom dans la peinture. Mais à la mort de sa tante, une dame de qualité française, il hérite de 7 000 livres sterling et dès 1782, il délaisse la création artistique pour se consacrer presque uniquement au jeu.

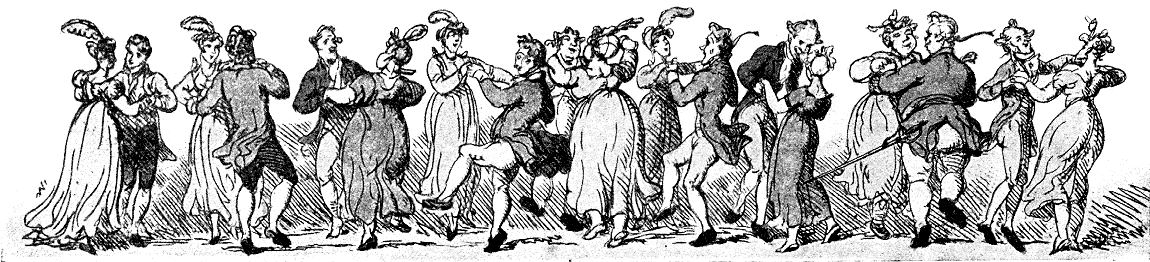
Couples caricaturaux (sauf le plus jeune, à gauche) dansant une contre danse.

Il finit par se retrouver ruiné et c’est peut-être l’exemple de James Gillray et d'Henry William Bunbury qui lui inspire l’idée de se lancer dans la caricature pour joindre les deux bouts. Son dessin de Vauxhall, exposé lors de l’exposition de l’Académie royale de 1784, est gravé par Pollard et l’estampe devient un succès commercial. À partir de cette époque, Rowlandson travaille principalement pour l’éditeur d’art Rudolph Ackermann, qui publie en 1809 une série de gravures accompagnées d’un texte du Dr William Combe, parues dans sa revue de poésie The Schoolmaster’s Tour. Ces gravures resteront les plus populaires qu’ait produites l’artiste. Rowlandson en grave personnellement une nouvelle édition en 1812, qui est publiée sous le titre Le voyage du Dr Syntaxe en quête du pittoresque. Une cinquième édition sort en 1813, suivie en 1820 par la série Le Dr Syntaxe en quête de consolation et en 1821 par Le troisième voyage du Dr Syntaxe en quête d’une épouse.

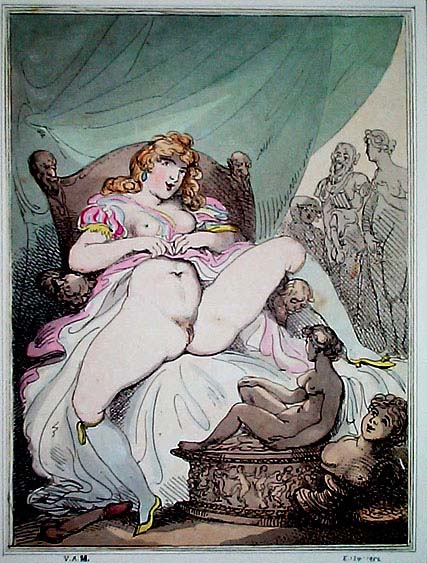
Une des gravures érotiques : Solitary diversion.

Thomas Rowlandson produit également tout un corpus de gravures sur bois et d’eaux-fortes érotiques.
En collaboration avec le même éditeur et le même auteur, il publie une danse macabre (1814-1816), un de ses chefs-d’œuvre, suivie de la danse de la vie en 1822. Il illustre également les œuvres de Smollett, Goldsmith et de Sterne, et ses dessins paraissent dans des revues telles que The Spirit of the Public Journals (1825), The English Spy (1825), and The Humourist (1831). 
Il meurt à Londres des suites d’une longue maladie le 22 avril 1827.

## Œuvre

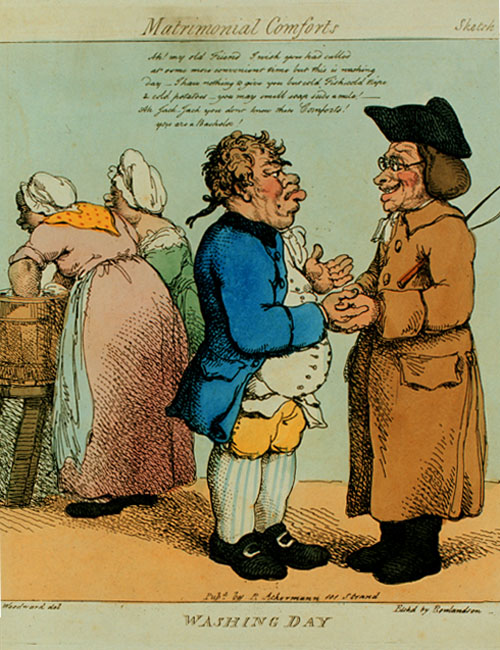
Thomas Rowlandson, Matrimonial Comforts – Washing Day, 1810.

Les dessins de Rowlandson sont d’abord tracés à la plume (calame), avant d’être rehaussés d'un lavis de couleur. Ils sont ensuite gravés par l’artiste sur une plaque de cuivre, puis passés à l’eau-forte, généralement par un graveur de métier. Les tirages sont ensuite coloriés à la main. Son dessin se caractérise par l’aisance du trait mais sa production souffre justement d’une certaine précipitation. Il s’intéresse moins à la politique que son féroce contemporain, Gillray, et s’applique plutôt à représenter avec indulgence les différentes aspects et événements de la vie de tous les jours. Ses œuvres les plus achevées se trouvent surtout dans la production de ses premières années, mais même dans les caricatures de la dernière époque on voit clairement que ce maître de l’humour aurait pu prétendre au statut d’artiste s’il l’avait voulu.
On trouve dans son œuvre une allégorie du Royaume-Uni sous les traits du personnage fictif de John Bull qu’il développe vers 1790 en même temps que d’autres artistes satiriques tels que James Gillray et George Cruikshank.

## Faussaire
D'après le journal britannique The Antiques Trade Gazette, l'équivalent de La Gazette de l'Hôtel Drouot, un faussaire, actif depuis 2005 environ, sévit actuellement en Grande-Bretagne, réalisant de très habiles faux de Rowlandson. Selon cette source, il serait basé dans le sud-ouest de Londres.